# فدراسیون فوتبال کلمبیا
فدراسیون فوتبال کلمبیا (انگلیسی: Colombian Football Federation) نهاد اداره‌کننده مسابقات فوتبال و فوتسال در کشور کلمبیا است.
این فدراسیون که در ۱۹۲۴ تأسیس شده عضو کونمبول و فیفا نیز می‌باشد و مقر آن در شهر بوگوتا است.
مسابقات لیگ دسته اول فوتبال کلمبیا و جام حذفی فوتبال کلمبیا زیر نظر این فدراسیون برگزار می‌شود.